# Finanzierungsregeln
Die Finanzierungsregeln (auch Finanzregeln) sind von der Betriebswirtschaftslehre aufgestellte, normierte Regeln, welche sich mit der Finanzierung (Ausstattung mit Kapital) von Unternehmen befassen.

## Allgemeines
Es handelt sich um Mindestanforderungen an die aus einer Bilanz ersichtliche Kapitalstruktur. Im Hinblick auf eine optimale Kapitalstruktur, was eine Kosten minimierende und damit auch Unternehmenswert maximierende Auslegung der Finanzierung bedeutet, haben sich einige Finanzierungsregeln ausgeprägt. Diese zielen nicht nur auf einen optimalen Verschuldungsgrad, sondern auch auf die Erhaltung der Zahlungsfähigkeit, also eine optimale Liquidität. Bei der Bewertung der Liquidität wird vom Grundsatz der Fristenkongruenz ausgegangen. Die meisten der unten genannten Regeln erweisen sich in der Praxis oft als unerreichbar, da sie je nach Branche kaum bis gar nicht umzusetzen sind. Außerdem vermindern sie häufig die Rentabilität zu Gunsten der Liquidität, ermöglichen aber auch, je besser die Regeln erfüllt sind, längere wirtschaftliche Unternehmenskrisen zu überwinden. Aus dieser Perspektive ist eine Anpassung der starren Regeln auf jedes einzelne Unternehmen (Betriebsgröße) oder zumindest auf einen Wirtschaftszweig nötig, um den Praxisbezug herzustellen. Eine besondere Rolle spielt der Leverage-Effekt, das heißt die Hebelwirkung des Fremdkapitals auf die Eigenkapitalrentabilität.
Abhängig von der Bilanzposition der in den Bilanzen verwendeten Einflussgrößen werden die Finanzierungsregeln in horizontale und vertikale unterteilt.

## Vertikale Finanzierungsregeln

### Statischer Verschuldungsgrad
Das Eigenkapital sollte nach dieser Regel mindestens so hoch sein wie das Fremdkapital (Eins-zu-Eins-Regel).
{\displaystyle {\frac {\text{Fremdkapital}}{\text{Eigenkapital}}}\leq 1} (erstrebenswert)
{\displaystyle 1<{\frac {\text{Fremdkapital}}{\text{Eigenkapital}}}\leq 2} (gesund)
{\displaystyle 2<{\frac {\text{Fremdkapital}}{\text{Eigenkapital}}}\leq 3} (noch zulässig)
Den Ursprung hat diese Regel in der Vermeidung von Überschuldungen. In der Praxis ist in Deutschland diese Regel fast bedeutungslos, da deutsche Unternehmen einen durchschnittlichen Eigenkapitalanteil von weniger als 20 Prozent haben, während amerikanische Unternehmen eine wesentlich höhere durchschnittliche Eigenkapitalquote haben (in etwa 50 %). Ebenfalls unberücksichtigt bleiben Unterschiede in der Kapitalintensität verschiedener Branchen.

### Dynamischer Verschuldungsgrad
{\displaystyle {\frac {{\text{Fremdkapital}}-{\text{Geldwerte}}}{\text{Cashflow}}}\ }
Der dynamische Verschuldungsgrad ist eine Maßzahl für die Schuldentilgung aus eigener Kraft. Er ist ein theoretischer Wert und setzt gleichbleibende Größen innerhalb der Unternehmung voraus.

## Horizontale Finanzierungsregeln
Genau wie die vertikalen Finanzierungsregeln stehen auch die nachfolgenden horizontalen in der Kritik. Liquiditätsaussagen sind kaum möglich, da Abflüsse, wie zum Beispiel Zinsen, nicht erfasst werden. Auch droht bei unzureichender Fristenkongruenz keineswegs die sofortige Insolvenz, da lediglich eine Ersatzfinanzierung gesichert werden muss.
Die Fristigkeit des Kapitals soll der Umschlagsdauer des damit finanzierten Vermögens entsprechen.

### Goldene Bankregel
Sie gilt hauptsächlich für den Bankenbereich: Rückzahlungsdatum/Verfügungsdauer des Kapitals sollte sich mit dem Rückflusszeitpunkt decken (Fristenkongruenz):
{\displaystyle {\frac {{\text{kurzfristiges Verm}}\mathrm {{\ddot {o}}gen} }{\text{kurzfristiges Fremdkapital}}}\geq 1}
{\displaystyle {\frac {\text{EK + langfristiges Fremdkapital}}{{\text{langfristiges Verm}}\mathrm {{\ddot {o}}gen} }}\geq 1}
Die goldene Bankregel besagt, dass die Höhe und Fälligkeit der von einem Kreditinstitut gewährten Kredite den dem Kreditinstitut zur Verfügung gestellten Sicht-, Termin- und Spareinlagen entsprechen müssen. Dies bedeutet, dass kurzfristige Einlagen nur kurzfristig ausgeliehen werden dürfen, während langfristige Einlagen kurz-, mittel- und langfristig ausgeliehen werden können.
In der Realität wird die Goldene Bankregel von den Kreditinstituten im Normalfall nicht eingehalten. Es wird stattdessen nur für eine ausreichende Zahlungsbereitschaft Vorsorge getroffen. Tatsächlich erzielen Banken heute sogar Erträge, indem sie bewusst gegen die goldene Bankregel verstoßen. Sie betreiben dann Fristentransformation, indem sie einen Teil der niedrigverzinslichen, kurzfristigen Einlagen langfristig und damit zu höheren Zinsen ausleihen.
Auch ist die Goldene Bankregel in der Volkswirtschaftslehre umstritten, da sie nicht die Gesamtheit der Zahlungen eines Kreditinstituts berücksichtigt. Liquidität sei nur dann gegeben, wenn in einem Zeitraum die Summe der vom Kreditinstitut nicht beeinflussbaren Auszahlungen die Summe der entsprechenden Einzahlungen nicht überschreitet. In der Liquiditätsverordnung sind die Anforderungen an eine solche Betrachtungsweise zusammengefasst.

### Goldene Bilanzregel
Die goldene Bilanzregel (Deckungsgrad III) verlangt in ihrer strengen Form, dass das Anlagevermögen mit Eigenkapital gedeckt sein müsse und dass für das Umlaufvermögen Fremdkapital eingesetzt werden darf. Sie lautet
{\displaystyle {\frac {\text{Eigenkapital}}{\text{Anlagevermögen}}}\geq 1}
Die silberne Finanzierungsregel (Deckungsgrad II) fordert eine Fristenübereinstimmung zwischen Kapital (Passiva) und Vermögen (Aktiva). Geltend für die übrigen Branchen: Finanzierung von Anlagevermögen (AV) durch Eigenkapital (EK) im engeren Sinne oder durch EK und langfristiges Fremdkapital im weiteren Sinne:
{\displaystyle {\frac {{\text{Eigenkapital}}+{\text{langfristiges Fremdkapital}}}{\text{Anlagevermögen}}}\geq 1}
Die Einhaltung dieser Regeln garantiert deshalb aber noch nicht die Unternehmensliquidität, denn Kapitalbindungsfristen und Kapitalüberlassungsfristen sind bei der Stichtagsbezogenheit einer Bilanz (Bilanzstichtag) schwer definierbar. Sind diese Regeln eingehalten, besteht zumindest eine gewisse Wahrscheinlichkeit dafür, dass finanzielles Gleichgewicht auch für die Zukunft gegeben ist.

### Goldene Finanzregel
Die goldene Finanzregel (Deckungsgrad III) besagt, dass langfristig gebundenes Vermögen (Grundstücke, Anlagen, Lizenzen) durch langfristiges Kapital (Eigenkapital, Darlehen) gedeckt werden soll, da ansonsten ein Liquiditätsengpass droht.

### Maximalbelastungstheorie
Die von Wolfgang Stützel 1959 speziell für Kreditinstitute entwickelte Maximalbelastungstheorie verlangt, dass im Falle eines Bank Run die Eigenmittel einer Bank ausreichen müssen, um die aus dem Notverkauf von Aktiva entstehenden Verluste aufzufangen. Der Notverkauf ganzer Kreditportfolien wird notwendig, um mit den Verkaufserlösen die Auszahlungsansprüche der Passiva (Gläubiger der Bankguthaben) befriedigen zu können. Sie kann analog auch auf Unternehmenskrisen bei Nichtbanken angewandt werden.